# Rocksuli (film, 2003)
A Rocksuli (eredeti cím: School of Rock) 2003-ban bemutatott német–amerikai zenés filmvígjáték, melyet Mike White forgatókönyvéből Richard Linklater rendezett. A főszerepben Jack Black látható.
Az Amerikai Egyesült Államokban 2003. október 3-én mutatta be a Paramount Pictures. A film alapján egy televíziós sorozat is készült azonos címmel.

## Cselekmény
Dewey Finnt (Jack Black) kirúgják a saját zenekarából, a legnagyobb helyi rockfesztivál, a „Battle of the Bands” előtti időszakban. Zenésztársait bosszantották Dewey öntelt színpadi fellépései. A második problémája: Patty, haverja és főbérlője, Ned Schneebly barátnője, aki egyre nagyobb nyomást gyakorolt Deweyra, mert évek óta nagyon rendszertelenül fizeti a lakbért. Ned valamikor egy metálzenekarban játszott Deweyval. Patty választás elé állítja Nedet: vagy ráveszi Dewey-t, hogy járuljon hozzá a lakbérhez, vagy elhagyja őt. Dewey számára tehát egyre szorul a hurok, különösen, hogy fizikai munka szóba sem jöhet számára, és nincs különösebb képzettsége, amit fel tudna mutatni. Számára egyetlen fontos dolog van az életében: a rock.
A megváltás egy telefonhívás formájában érkezik. A Nedet kereső hívást ő veszi fel, amiből kiderül, hogy Nednek egy magániskolában helyettesítő tanári állást kínálnak fel. Mivel Ned éppen nincs otthon, és a munka gyors pénzt ígér, amire Dewey-nak égető szüksége van, hogy kifizethesse a hátralékos lakbérét, ezért a telefonban Nednek adja ki magát, és elvállalja a munkát.
A nem hivatalos munkája kezdetén Dewey stratégiája az, hogy csak a munkaidejét fogja eltölteni valahogy, majd pedig begyűjti a tanításért járó pénzt. Amikor azonban meghallja, hogy a diákok zeneórákat tartanak, észreveszi, hogy tökéletesen kezelik a hangszereiket. Hirtelen támad egy elképzelése: zenekart alakít a gyerekekből, és elviszi őket a zenekarok csatájára. Ez bosszút jelentene a régi bandáján. Ehhez egy új, titkos zenei témát hoz be az iskolába: a rockzenét!
Dewey elkezdi felosztani a gyerekeket a tehetségükhöz igazodó szerepekre, és annak megfelelő hangszereket ad a kezükbe. A zenélés mellett a gyerekek a hangmérnök, a biztonsági ember, a világítástervező, a jelmezkészítő feladatokat is elvégzik.
Végül a kezdetben nagyon szkeptikus Summert is beszervezi zenekarvezetőnek.
Hogy a gyerekeket a rock 'n' rollról tanítsa, Dewey messzire elkalandozik a rock 'n' roll történetében. A zenei videókat a színpadi viselkedés tanítására használja, mint például Pete Townshend híres „szélmalomkarját”. A táblára krétával rajzolt családfa segítségével Dewey olyan korszakos zenekarokról magyaráz, mint a Ramones, a Black Sabbath és a Led Zeppelin, valamint a rock 'n' roll finoman elágazó alműfajait is ismerteti. Házi feladatként a rendhagyó tanár régi, stílusmeghatározó rock CD-ket ad a fiatal zenészeknek, hogy hazavigyék, és így jobban megértsék hangszereik csínját-bínját.
Dewey a lázadó gondolkodásra is oktatja a gyerekeket azzal, hogy minden tekintélyt parancsoló személyt főnökként ábrázol, aki ellen lázadni kell. Az iskolai zenekar a „School of Rock” (=Rocksuli) nevet adja magának, és első fellépésükön iskolai egyenruhát akarnak viselni - utalva Angus Young legendás színpadi öltözékére.
Vannak azonban visszalépések, amelyeket a konzervatív szülők okoznak. Még egy tanítási kirándulásnak álcázott kirándulás is meghiúsul az igazgató szigorú szabályai miatt (pedig Dewey már rábeszélte az igazgatónőt, Rosalie Mullinst (Joan Cusack), miután előzőleg jól leitatta).
Közvetlenül a döntő verseny utolsó versenye előtt a dolgok kezdenek szétesni: a fizetési csekk természetesen Ned Schneebly nevére szól; amikor Dewey elmegy felvenni a pénzt, kénytelen bevallani Nednek az igazságot. A szülői estén a dolgok elfajulnak. Patty hívja a rendőrséget. Dewey mindent bevall, és elmenekül az iskolából. A szülők természetesen felháborodnak, hogy a gyereküket egy képesítetlen valaki oktatta.
Másnap a gyerekek összegzik az elmúlt három hetet, és úgy döntenek, hogy részt vesznek a zenekarok csatájában. Summer, aki egyre inkább felfedezi menedzseri kvalitásait, megszervezi a „tanítási körutat”, Dewey-t elhozzák otthonról, és az előadásra sor kerül. A szülők (akik csak annyit tudnak, hogy a gyerekük egy zenekarral fellép), szintén a műsorra sietnek. A szülőknek eleinte nem tetszik, amit hallanak, de az arcuk felragyog, amikor észreveszik a sikert, ahogy a közönség az előadást fogadja. A „School of Rock” nem nyeri meg a versenyt és a 20 000 dollárt. A díjat a „No Vacancy” (Dewey régi zenekara) nyeri, de a közönség mégis tőlük kéri a ráadást. Dewey és a srácok megcsinálták - a lehető legjobb rock show-t adták.
A történet azzal zárul, hogy Dewey folytathatja iskolai projektként az általa létrehozott „Rocksuli” zenekarral való foglalkozást a délutáni órákon. A projekt keretében már a legkisebbek is megismerkednek a rock 'n' rollal. Ned rockzenészként is visszatalál a gyökereihez, és segít az iskolai projektben.

## Szereplők
| Szerep                        | Színész               | Magyar hang         |
| ----------------------------- | --------------------- | ------------------- |
| Dewey Finn, állástalan zenész | Jack Black            | Kálloy Molnár Péter |
| Rosalie Mullins igazgatónő    | Joan Cusack           | Für Anikó           |
| Ned Schneebly, Dewey haverja  | Mike White            | Anger Zsolt         |
| Patty Di Marco, Ned barátnője | Sara Silverman        | Román Judit         |
| Summer Hathaway zenekarvezető | Miranda Cosgrove      | Bánlaki Kelly       |
| Zack Mooneyham                | Joey Gaydos Jr.       | Jelinek Márk        |
| Freddy Jones                  | Kevin Alexander Clark | Baradlay Viktor     |
| Alicia                        | Aleisha Allen         | Deáki Mercédesz     |
| Michelle                      | Jordan-Claire Green   | Tamási Nikolett     |

## Fordítás
- Ez a szócikk részben vagy egészben  a   School of Rock című német Wikipédia-szócikk fordításán alapul.  Az eredeti cikk szerkesztőit annak laptörténete sorolja fel. Ez a jelzés csupán a megfogalmazás eredetét és a szerzői jogokat jelzi, nem szolgál a cikkben szereplő információk forrásmegjelöléseként.